# Hamílcar (saqueig d'Òlbia 210 aC)
Hamílcar (en grec antic: Ἀμίλχαρ, llatí: Hamilcar) va ser un almirall cartaginès de la Segona Guerra Púnica. Apareix esmentat en quatre ocasions per les fonts històriques, i els historiadors moderns pensen que les quatre notícies fan referència al mateix general.
Polibi l'esmenta com a comandant de la flota que observava els moviments romans a Sicília al començament de la guerra. Posteriorment, Livi el situa el 210 aC a Sardenya, saquejant la zona d'Òlbia: quan Publi Manli Vulsó arribà per fer-los front, Hamílcar partí cap al sud, a devastar la regió de Càralis. Més tard, Apià l'esmenta a Cartago, dirigint el comandament naval, quan el teatre de la guerra es va traslladar a l'Àfrica. Després de la derrota d'Hasdrúbal i Sífax davant Escipió l'any 203 aC, Hamílcar va atacar inesperadament la flota romana que havia atracat a Útica. Esperava que la podria escometre per sorpresa, però Escipió ja havia establert vigilància i les dues forces es van enfrontar. Hamílcar només va poder capturar sis vaixells, i en un segon atac encara va obtenir pitjor resultat. No es coneix el seu final.